# Maria Mateusz Szymanowski

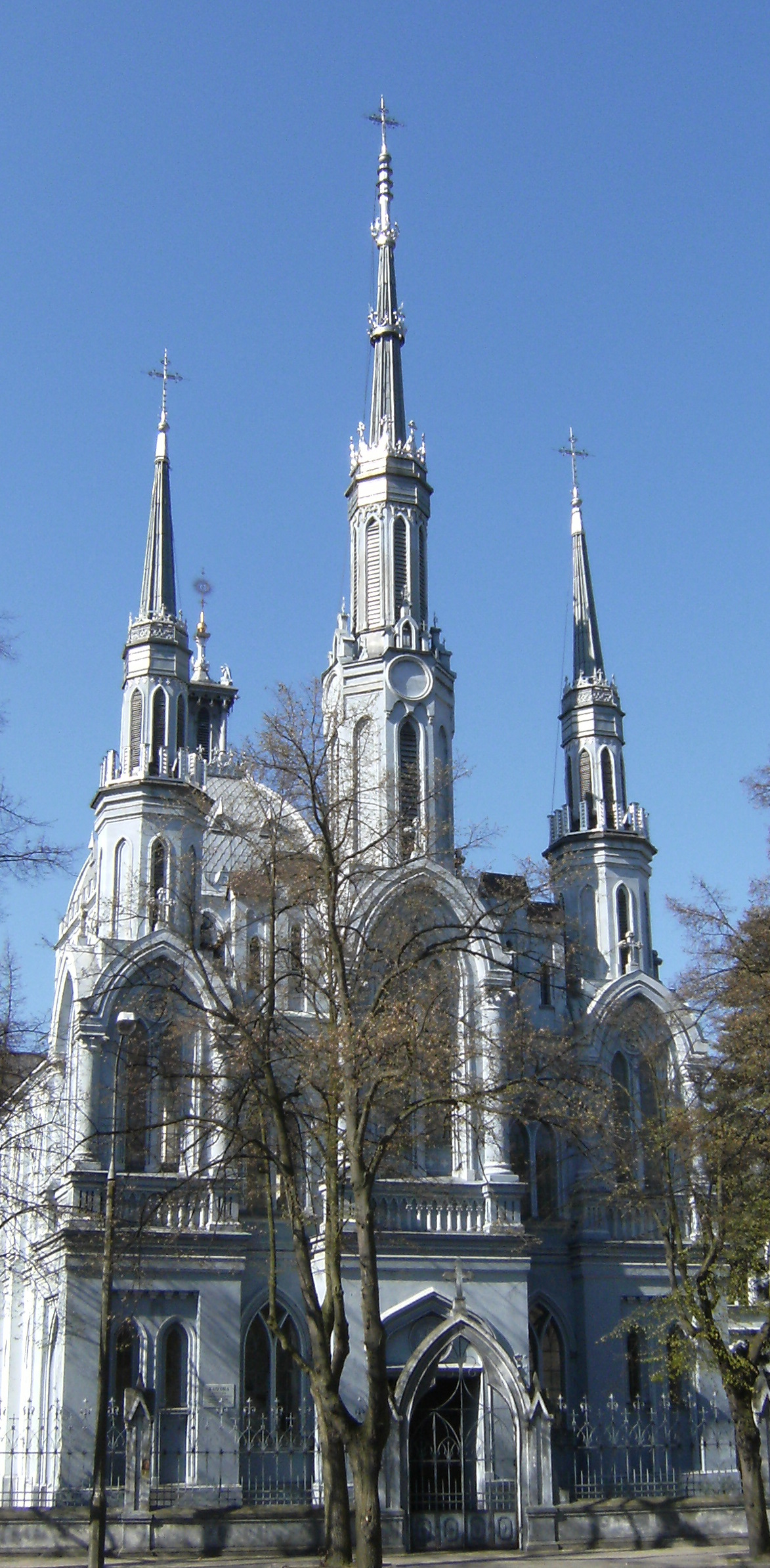
Fasada katedry mariawickiej w Płocku

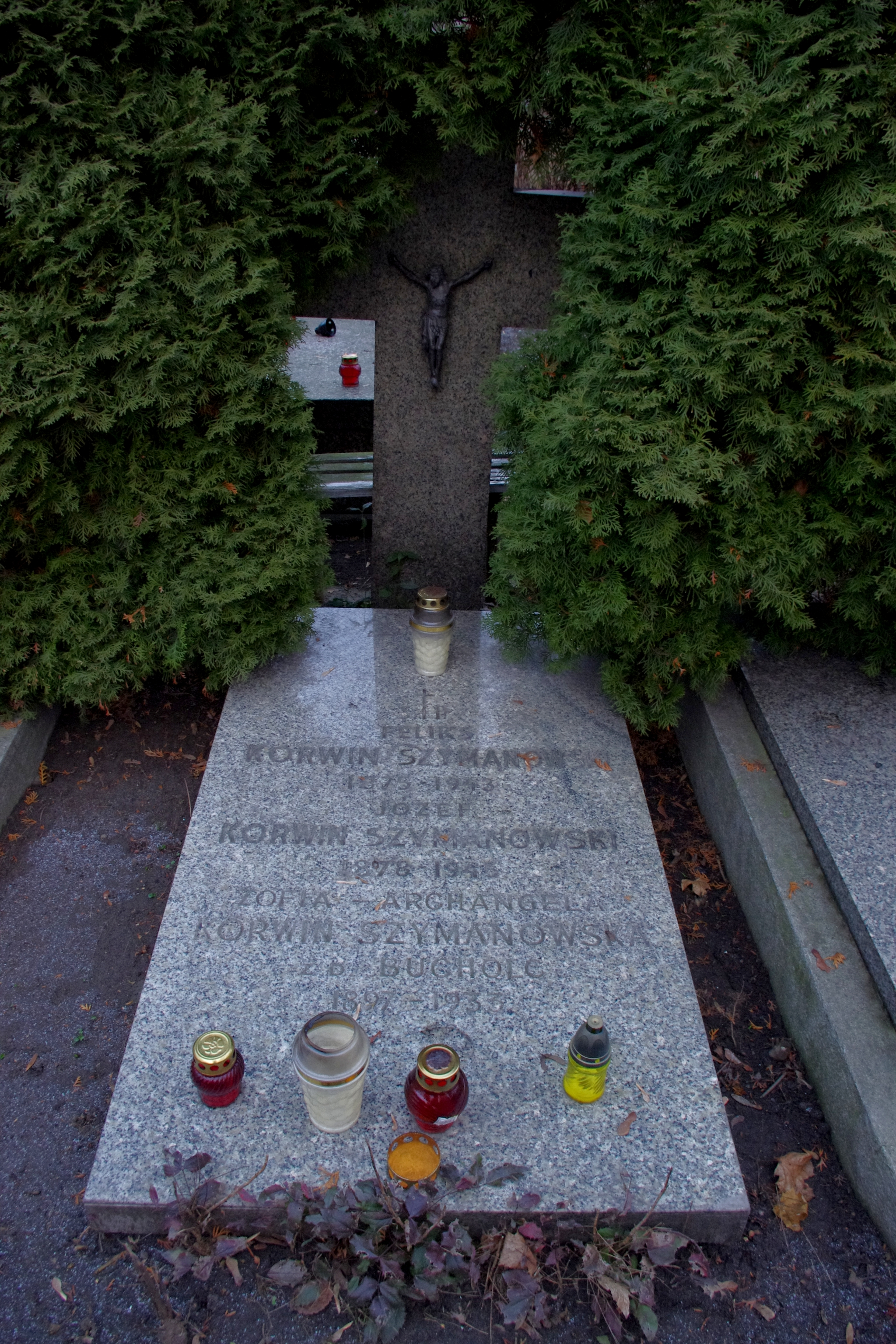
Grób Korwin-Szymanowskiego na cmentarzu mariawickim w Warszawie

Feliks Maria Mateusz Korwin-Szymanowski, właściwie Feliks Franciszek Szymanowski (ur. 1875 w Cygowie, zm. 1943 w Warszawie) – polski inżynier, architekt i duchowny starokatolicki, kapłan mariawicki, jeden z autorów projektu Świątyni Miłosierdzia i Miłości w Płocku i działacz społeczny.

## Młodość
Pochodził z rodziny Korwin-Szymanowskich, herbu Ślepowron. Był najstarszym synem Teodora Dyzmy Korwin Szymanowskiego i Julii z Jełowickich.
Dzięki wsparciu materialnemu krewnych wraz z młodszymi braćmi, między innymi z Eustachym, późniejszym dyrektorem Banku Gospodarstwa Krajowego, był uczniem w Gimnazjum oo. Jezuitów w Chyrowie. Idąc śladami stryja matki, Edwarda Jełowickiego, w 1896 ukończył z wyróżnieniem studia w zakresie inżynierii mechanicznej na politechnice paryskiej École centrale Paris. Po studiach podjął pracę w Europie zachodniej.

## Kariera
Pracował we Francji, Egipcie i Stanach Zjednoczonych jako inżynier przy budowie wieżowców i mostów, potem w Rosji przy budowie kolei transsyberyjskiej. Zachęcony przez swojego brata Józefa, niegdyś jezuitę (kapłana Stanisława), zrezygnował z dalszej kariery i po studiach na Cesarskiej Rzymskokatolickiej Akademii Duchownej w Petersburgu został kapłanem mariawickim. Wraz z kapłanem Wacławem Przysieckim opracował technicznie projekt katedry mariawickiej i klasztoru w Płocku. Święcenia kapłańskie otrzymał w Świątyni Miłosierdzia i Miłości 15 sierpnia 1914. Należał do grona sześciu pierwszych kapłanów wyświęconych w Kościele mariawickim. Jak wynika z opracowania Borysa Przedpełskiego, interesowała go rola kobiet w ówczesnym kościele. Pisał o tym już w 1929, co świadczyłoby o otwarciu intelektualnym, jakie mógł odziedziczyć od ojca swego, Teodora. Oprócz pracy duszpasterskiej, Szymanowski zajmował się do końca życia zagadnieniami mechanicznymi.

## Życie rodzinne
Małżeństwo zawarł z Leokadią Schultz, nauczycielką w przedszkolu i potem kapłanką. Mieli sześcioro dzieci. Najstarsza córka, Julita, brała udział w powstaniu warszawskim i została wzięta do niewoli niemieckiej. Pierwszy syn, Mateusz zaniechał z kapłaństwa i został inżynierem elektrykiem oraz działaczem społecznym. Drugi syn, Felix, pracował jako dyplomowany geolog. Syn Franciszek był slawistą i pisarzem. Syn Jan jest ekonomistą, a najmłodszy, Teodor, był profesorem prawa. 
Feliks Szymanowski został postrzelony w czasie okupacji niemieckiej i zmarł w 1943 w Warszawie. Jest pochowany na tamtejszym cmentarzu mariawickim.